# رویهوپلتو
۶۰°۱۲′۴۵″شمالی ۲۵°۰۳′۲۸″شرقی / ۶۰٫۲۱۲۴۶۵°شمالی ۲۵٫۰۵۷۸۰۸°شرقی
رویْهوپِلْتو (به فنلاندی: Roihupelto) یک منطقهٔ مسکونی در فنلاند است که در هلسینکی واقع شده‌است.